# Captura de postcombustión
La captura de postcombustión se refiere a la remoción de CO2 de la combustión en una central de energía a gas, antes de su compresión, transporte y almacenaje en formaciones geológicas aptas, como parte de la captura y almacenamiento de carbono. Se aplican un número de diferentes técnicas, la mayoría adaptaciones de los procesos de remoción en el gas natural ácido usados en la industria química y petroquímica. Muchas de esas técnicas existían de antes de la Segunda Guerra Mundial y, consecuentemente, la captura de postcombustión es de las más desarrolladas en las metodologías varias de captura de carbono. 